# کبوتر بول
 کبوتر بول (نام علمی: Columba bollii) نام یک گونه از سرده کبوتر است.